# Vít Skála
Vít Skála (18. ledna 1883 Královské Vinohrady – 28. července 1967 Terezín) byl český malíř, scénograf a režisér.

## Život

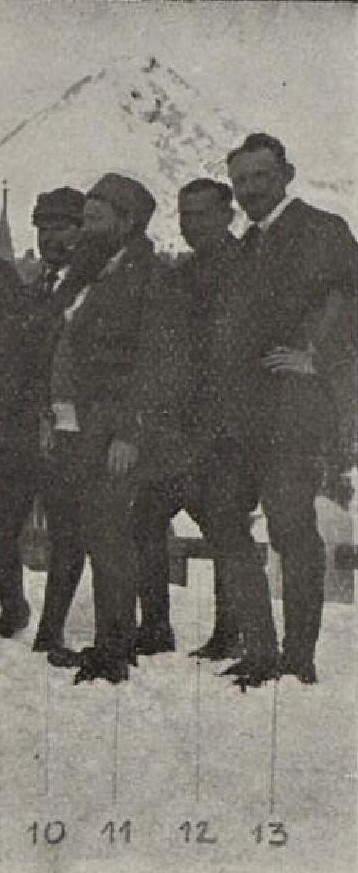
„Pracovní sbor pro zimní sport v Tatrách“ na Štrbském Plese: 10-ak.mal. Vít Skála, 11-ak.mal. Ota Bubeníček, 12-ing. J.Macháček, 13-ak.mal. Cína Jelínek

Narodil se na Královských Vinohradech, v rodině divadelního malíře Romualda Skály a jeho ženy Ludviky roz. Macháčkové. Po absolvování obecné školy a 3. tříd měšťanské školy studoval v letech 1899–1906 na Akademii výtvarných umění v Praze u profesora Maxmiliána Pirnera. Od roku 1904 byl nepřetržitě členem Jednoty umělců výtvarných v Praze, se kterou vystavoval. V jeho tvorbě jsou významné obrazy z Valašska a ze Slovenska, z kterých velkou část zakoupil prezident Masaryk. V r. 1934 spolu s malířem Vacátkem vytvořil nové popředí Maroldova panorama "Bitva u Lipan". Měl řadu souborných výstav – vesměs úspěšných. Vystavoval v Praze, v Plzni, v Banské Bystrici a v dalších českých a slovenských městech. S Jednotou umělců výtvarných vystavoval v Kodani a Londýně. Obrazy z jeho tvorby jsou zastoupeny v galerii Jana Selichara v Rybné nad Zdobnicí.
Věnoval se též „domácímu loutkovému divadlu“, v letech 1936–1939 byl redaktorem časopisu Loutkář.

## Výstavy

### Kolektivní
- 1906 Výstava Jednoty umělců výtvarných, Topičův salon (1906-1911), Praha
- 1932 I. výstava obrazů a plastik českých umělců ze soukromého majetku členů Kruhu přátel umění v Hradci Králové, Městské průmyslové muzeum v Hradci Králové, Hradec Králové
- 1937 Výstava obrazů a soch, Hotel Hvězda, Čáslav
- 1939 Národ svým výtvarným umělcům, Kulturní dům města Hradce Králové, Hradec Králové
  - Národ svým výtvarným umělcům, Praha
- 1942 Jednota umělců výtvarných: 117. výstava Portrét, Dům Jednoty umělců výtvarných, Praha
- 1943 Jaro v české krajině, Pošova galerie, Praha
- 1947 Jednota umělců výtvarných: Členská výstava 1947, Pavilon Jednoty výtvarných umělců,Praha
- 1948/1949 50 let Jednoty umělců výtvarných (Díl II.), Pavilon Jednoty výtvarných umělců, Praha
- 1967 1. pražský salon, Bruselský pavilon, Praha

### Výtvarník v dokumentech
- 1936 Kulturní adresář ČSR (Biografický slovník žijících kulturních pracovníků a pracovnic), Českolipská knih a kamenotiskárna, Česká Lípa
- 1970 Kdy zemřeli…? (Přehled českých spisovatelů a publicistů zemřelých v letech 1967 – 1970, 1935 – 1936 a dodatek do ´Kdy zemřeli 1937 – 1966´), Národní knihovna, Praha.
- 1993 Nový slovník československých výtvarných umělců (II. díl; L - Ž), Výtvarné centrum Chagall, Ostrava
- 1995 Signatury českých a slovenských výtvarných umělců, Výtvarné centrum Chagall, Ostrava
- 1999 Český biografický slovník XX. století (III. díl Q-Ž), Nakladatelství Paseka s.r.o., Praha
- 2005 Slovník českých a slovenských výtvarných umělců 1950-2004 (XIV. Sh - Sr), Výtvarné centrum Chagall, Ostrava